# Simhopp vid olympiska sommarspelen 1992
De olympiska tävlingarna i simhopp 1992 avgjordes mellan den 26 juli och  den 3 augusti i Barcelona. Totalt deltog 100 tävlande, 46 män och 54 kvinnor, från 31 länder i tävlingarna.

## Medaljfördelning

### Damer
| Gren                  | Guld            | Silver               | Brons                 |
| Svikt Detaljer...     | Gao Min Kina    | Irina Lasjko OSS     | Brita Baldus Tyskland |
| Höga hopp Detaljer... | Fu Mingxia Kina | Jelena Mirosjina OSS | Mary Ellen Clark USA  |

### Herrar
| Gren                  | Guld            | Silver           | Brons              |
| Svikt Detaljer...     | Mark Lenzi USA  | Tan Liangde Kina | Dmitrij Sautin OSS |
| Höga hopp Detaljer... | Sun Shuwei Kina | Scott Donie USA  | Xiong Ni Kina      |

## Medaljtabell
| Pl. | Nation   | Guld | Silver | Brons | Totalt |
| --- | -------- | ---- | ------ | ----- | ------ |
| 1   | Kina     | 3    | 1      | 1     | 5      |
| 2   | USA      | 1    | 1      | 1     | 3      |
| 3   | OSS      | 0    | 2      | 1     | 3      |
| 4   | Tyskland | 0    | 0      | 1     | 1      |

## Deltagande nationer
Följande länder deltog.
| - Argentina (2) - Australien (7) - Belgien (1) - Brasilien (1) - Bulgarien (1) - Frankrike (2) - Grekland (1) - Italien (3) - Japan (3) - Kanada (8) | - Kina (8) - Mexiko (8) - Nederländerna (2) - Nordkorea (4) - Norge (1) - Nya Zeeland (1) - OSS (7) - Polen (1) - Rumänien (4) - Schweiz (2) | - Spanien (3) - Storbritannien (4) - Sverige (1) - Sydafrika (1) - Tyskland (6) - Ungern (3) - USA (7) - Venezuela (1) - Zimbabwe (2) - Österrike (2) |